# Spoorlijn Randers - Hadsund
De spoorlijn Randers - Hadsund was een lokale spoorlijn tussen Randers en Hadsund van het schiereiland Jutland in Denemarken.

## Geschiedenis

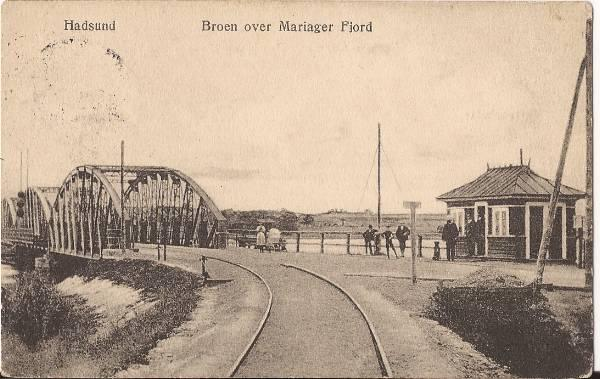
Spoorbrug in Hadsund

De spoorlijn werd op 10 oktober 1883 in gebruik genomen door de Randers-Hadsund Jernbane (RHJ). Het oorspronkelijke eindpunt van de lijn was Hadsund Syd. Nadat een brug over het Mariagerfjord was gebouwd werd de lijn verbonden met Hadsund Nord. Daardoor ontstond een directe aansluiting op de lijn naar Aalborg.
Door de toename van het wegverkeer na de Tweede Wereldoorlog was de lijn niet meer rendabel te exploiteren en werd gesloten in 1969.

## Huidige toestand
Thans is de volledige lijn, met uitzondering van een gedeelte in Randers dat in gebruik is als havenaansluiting, opgebroken.